# Campeonato Português da Primeira Divisão de Hóquei em Campo Feminino (9x9) de 2018-19
O Campeonato Português da Primeira Divisão de Hóquei em Campo Feminino de 2018/2019 foi a 20ª edição, competição organizada pela Federação Portuguesa de Hóquei, É disputada por 8 equipas, em duas fases. O Grupo Desportivo do Viso conquistou o seu 2º Título.

## Apuramento Campeão
|    | Apuramento Campeão   | J | V | E | D | GM | GS | Dif. | Pts |
| -- | -------------------- | - | - | - | - | -- | -- | ---- | --- |
| 1. | GD Viso SF           | 4 | 3 | 0 | 1 | 14 | 3  | +11  | 9   |
| 2. | Lisbon Casuals HC SF | 4 | 3 | 0 | 1 | 10 | 3  | +7   | 9   |
| 3. | CF Benfica SF        | 4 | 0 | 0 | 4 | 1  | 19 | -18  | 0   |

Fase Final CNHC SF 2018/19: Local: Complexo Desportivo do Jamor de 18 a 19 de Maio 2019

## Calendário
|                      | GDV | LCHC | CFB |
| GD Viso SF           |     | 1-2  | 3-1 |
| Lisbon Casuals HC SF | 0-2 |      | 0-8 |
| CF Benfica SF        | 0-8 | 0-6  |     |

## Prémios Individuais
Melhor Marcadora – ?
Melhor Guarda Redes - ?
Melhor Jogadora - ?

### Melhores Marcadores
| Pos. | Nome | Equipa | Golos                           |
| ---- | ---- | ------ | ------------------------------- |
| 1    | ?    | ?      | Golos FA - ? Pontos FF (x2) - ? |
| 2    | ?    | ?      | Golos FA - ? Pontos FF (x2) - ? |
| 3    | ?    | ?      | Golos FA - ? Pontos FF (x2) - ? |

## Classificação Zona Norte
|    | Clasificação Zona Norte 2018-2019 | J | V | E | D | GM | GS | Dif. | Pts |
| -- | --------------------------------- | - | - | - | - | -- | -- | ---- | --- |
| 1. | AD Lousada S18                    | 4 | 4 | 0 | 0 | 33 | 5  | +28  | 12  |
| 2. | GD Viso SF                        | 4 | 2 | 0 | 2 | 19 | 16 | +3   | 6   |
| 3. | AA Espinho S18                    | 4 | 0 | 0 | 4 | 9  | 40 | -31  | 0   |

## Calendário
|                | ADL 18 | GDV | AAE 18 |
| AD Lousada S18 |        | 4-3 | 15-0   |
| GD Viso SF     | 0-5    |     | 11-4   |
| AA Espinho S18 | 2-9    | 3-5 |        |

### Melhores Marcadores Zona Norte
| Pos. | Nome           | Equipa         | Golos |
| ---- | -------------- | -------------- | ----- |
| 1    | Maria Vieira   | GD Viso SF     | 4     |
| 2    | Rúben Silva    | AA Espinho S18 | 3     |
| 3    | João Monteiro  | AD Lousada S18 | 2     |
| 4    | Patrícia Silva | AD Lousada S18 | 2     |

## Classificação Zona Sul
|    | Clasificação Zona Sul 2018-2019 | J | V | E | D | GM | GS | Dif. | Pts |
| -- | ------------------------------- | - | - | - | - | -- | -- | ---- | --- |
| 1. | Casa Pia AC S18                 | 6 | 5 | 1 | 0 | 26 | 8  | +18  | 16  |
| 2. | CF Benfica S18                  | 5 | 3 | 0 | 2 | 14 | 10 | +4   | 9   |
| 3. | Lisbon Casuals HC S18           | 4 | 2 | 0 | 2 | 14 | 11 | +3   | 6   |
| 4. | CF Benfica SF                   | 6 | 1 | 1 | 4 | 6  | 20 | -14  | 4   |
| 5. | Lisbon Casuals HC SF            | 5 | 1 | 0 | 4 | 6  | 17 | -11  | 3   |

## Calendário
|                       | CPAC 18 | CFB 18 | LCHC 18 | CFB SF | LCHC SF |
| Casa Pia AC S18       |         | ?-?    | 5-4     | 3-3    | 5-0     |
| CF Benfica S18        | 1-3     |        | 5-1     | 2-0    | 5-1     |
| Lisbon Casuals HC S18 | 3-4     | 2-6    |         | 6-0    | ?-?     |
| CF Benfica SF         | 0-7     | 0-7    | 0-6     |        | 1-2     |
| Lisbon Casuals HC SF  | ?-?     | 2-5    | 2-4     | 0-2    |         |

### Melhores Marcadores Zona Sul
| Pos. | Nome           | Equipa          | Golos |
| ---- | -------------- | --------------- | ----- |
| 1    | Rodrigo Castro | Casa Pia AC S18 | 13    |
| 2    | Carlos Neves   | CF Benfica S18  | 11    |
| 3    | Rúben Carvalho | Casa Pia AC S18 | 10    |